# Поведінка тварин (фільм)
Поведінка тварин (англ. Animal Behavior) — американська комедія 1989 року.

## Сюжет
Професор Алекс Брістоу працює в університеті, вона розробляє новий метод спілкування з шимпанзе за допомогою жестової мови. Новий викладач музики Марк закохується в Алекс. Щоб привернути до себе її увагу, він вирішує працювати неповний робочий день у лабораторії.

## У ролях
| Актор              | Роль                 |
| ------------------ | -------------------- |
| Карен Аллен        | Алекс Брістоу        |
| Арманд Ассанте     | Марк Матіас          |
| Джош Мостел        | Мел Горські          |
| Голлі Гантер       | Корал Грейбл         |
| Річард Лібертіні   | доктор Перріш        |
| Джон Шир           | Тайлер Форбс         |
| Нан Мартін         | місіс Нортон         |
| Крістал Буда       | Клео Грейбл          |
| Іван Бонар         | доктор Рідлі         |
| Вівіан Ворфілд     | Блейз Де Тео         |
| Джанни Бренн       | місіс Перріш         |
| Стівен Кент Фостер | розумник             |
| Синтія Венс        | Со-Ед                |
| Джойс Бразерс      | відвідувач психолога |
| Еліс Драммонд      | комітет              |
| Аль Джонс          | комітет              |
| Пітер Прауз        | комітет              |
| Алекса Кенін       | Шейла Сандаскі       |